# NGC 2862
NGC 2862 је спирална галаксија у сазвежђу Лав која се налази на NGC листи објеката дубоког неба.
Деклинација објекта је + 26° 46' 31" а ректасцензија 9h 24m 55,0s. Привидна величина (магнитуда) објекта NGC 2862 износи 13,0 а фотографска магнитуда 13,8. NGC 2862 је још познат и под ознакама UGC 5010, MCG 5-22-45, CGCG 151-76, KARA 329, IRAS 09219+2659, PGC 26690.